# Station Jastarnia Wczasy
Station Jastarnia Wczasy is een spoorwegstation in de Poolse plaats Jastarnia.